# Irdning
Irdning là một xã cũ thuộc huyện Liezen bang Steiermark, nước Áo. Đô thị Irdning có diện tích 21,95 km², dân số thời điểm cuối năm 2008 là 673 người.